# Кусацу
Кусацу (јап. 草津市) град је у Јапану у префектури Шига. Према попису становништва из 2005. у граду је живело 121.159 становника.

## Становништво
Према подацима са пописа, у граду је 2005. године живело 121.159 становника.
| 1995.   | 2000.   | 2005.   |
| ------- | ------- | ------- |
| 101.828 | 115.455 | 121.159 |